# Erhard Junghans

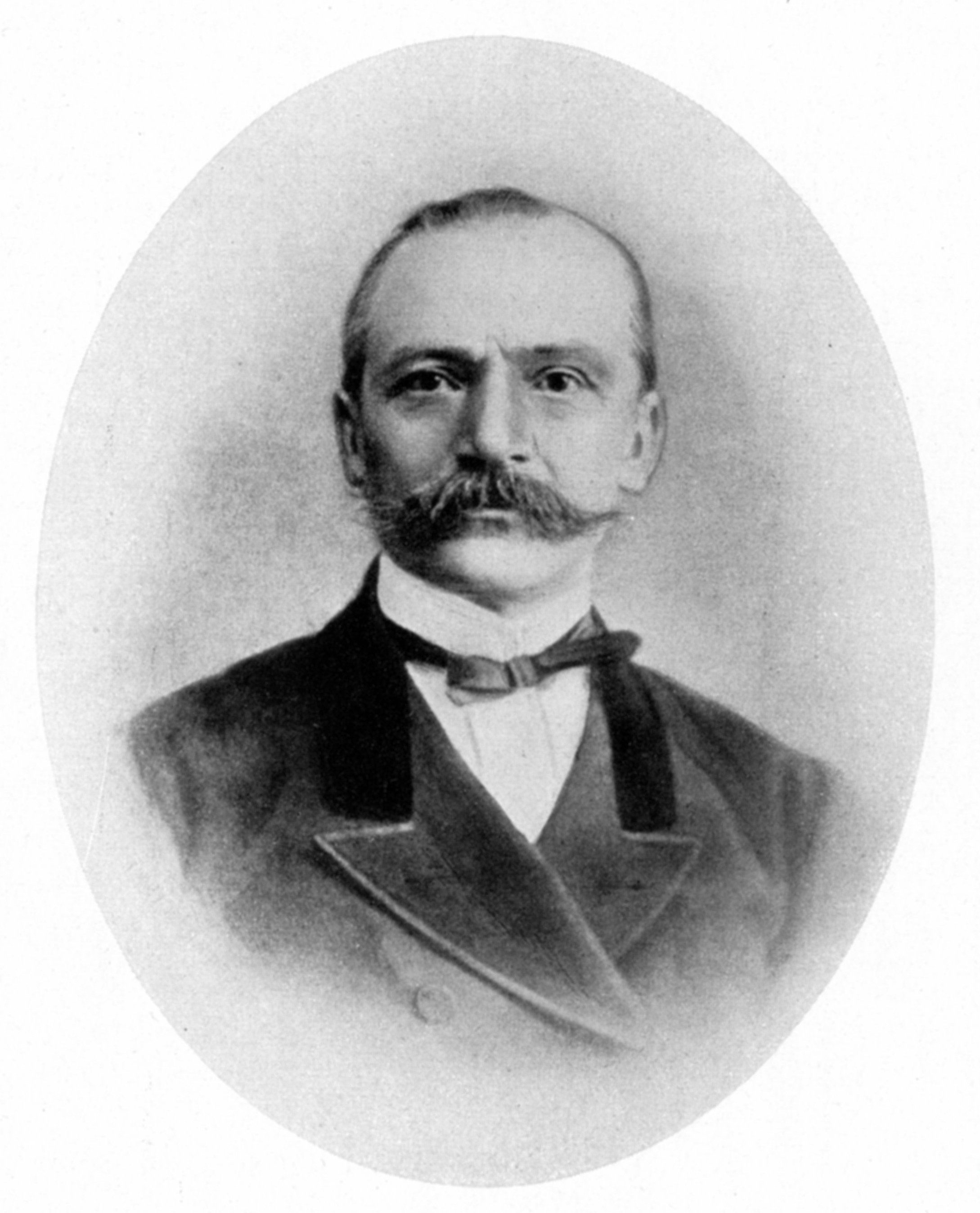
Erhard Junghans

Erhard Junghans (* 1. Januar 1823 in Zell am Harmersbach, Baden; † 9. September 1870 in Schramberg) war ein Strohhut- und Uhrenfabrikant und Gründer der Uhrenfabrik Junghans.

## Leben
Sein Vater, Nikolaus Junghans (1784–1845), war Strickermeister und Kupferdrucker in Horb. Seine Mutter war Barbara (1783–1846).
Nikolaus und Familie wurden 1841 von seinem alten Freund Isidor Faißt nach Schramberg geholt, um in dessen Steingut- und Majolikafabrik Uechtritz und Faist als Kupferdrucker zu arbeiten. Erhards älterer Bruder (Franz) Xaver (1820–1900) wanderte 1847 als Schreiner in die USA aus, wo im folgenden Jahr sein Sohn Erhard geboren wurde.
Erhard begann 1843 als Gehilfe des Züricher Kaufmanns Johannes Tobler, der die Schramberger Strohhutfabrik Armenbeschäftigungsstelle auf Aktien leitete. Seiner zweijährigen kaufmännischen und technischen Lehre schloss sich eine Ausbildung in der Schweiz und Frankreich an.
1845 heiratete er Louise (1820–1910), die Tochter seines Chefs, mit der er drei Söhne und vier Töchter hatte; darunter: (Heinrich) Erhard (1849–1923), Frida (Katharina) (1851–1937), Arthur (1852–1920), Georg (1861–1927; technischer Direktor bei Siemens & Halske in Berlin) und Anne (1856–1908).
Er wurde Teilhaber und Geschäftsführer der Strohhutfabrik. Als er für seine erfolgreiche Arbeit mehr Lohn verlangte und nicht bekam, kündigte er, konnte aber vom Grafen von Bissingen überredet werden, in Schramberg zu bleiben.
1859 erwarb er gemeinsam mit seinem Schwager Jakob Zeller-Tobler ein Grundstück mit Wasserkraft in der Geißhalde und versuchte sein Glück mit der Ölmühle Zeller & Junghans, die allerdings floppte und 1861 schon wieder am Ende war.

## Uhrenherstellung
Vor dem Bau der Königlich Württembergische Staats-Eisenbahnen hatte jeder Ort seine Lokalzeit – was mit dem Fahrplan nicht mehr zu vereinbaren war. Prompt brauchte jedermann seine Uhr. Auf Anregung von Ferdinand von Steinbeis erwog er die Fertigung von Uhren und Uhrteilen, dazu hatte er 1859 einen Briefwechsel mit seinem Bruder Xaver begonnen. Nachdem dieser ihn 1861 in den USA besuchte, und dabei die dortigen Fließband-Produktionstechniken kennengelernt hatte, gründeten sie in Schramberg die Gebrüder Junghans, Fabrik von Großuhren nach amerikan. System. (American system of watch manufacturing, nach der Londoner Industrieausstellung 1851) Xaver kam 1862–70 mit dem alten Hils nach Schramberg. Sie führten die amerikanische Arbeitsweise in ihrer Uhrenfabrik ein und hatte großen Erfolg. Zwar weigerten sich die Uhrengeschäfte zunächst, die Junghans-Uhren zu verkaufen, weil sie den in Fließbandarbeit zusammengebauten Uhren eine schlechte Qualität unterstellten. Doch aufgrund der reißenden Absätze, die Junghans vor allem im Versandhandel erzielte, kamen auch die kleineren Uhrengeschäfte bald nicht mehr daran vorbei, die Uhren zu verkaufen. Anfang 1869 engagierte er Paul Landenberger (1848–1939) als kaufmännischen Angestellten.
Nach seinem Tod wurde seine Witwe Alleinerbin des Unternehmens, dessen Geschäftsführung sie Landenberger übertrug, bis die Söhne Arthur und Erhard es 1876 übernahmen. Landenberger heiratete 1872 Frieda und wollte Teilhaber werden, was die Schwiegermutter verwehrte, da das Geschäft vom Vater für die Söhne bestimmt war.

## Belege
1. ↑  Kurt von Zeppelin: Junghans, Erhard. In: Neue Deutsche Biographie (NDB). Band 10, Duncker & Humblot, Berlin 1974, ISBN 3-428-00191-5, S. 684 f. (Digitalisat).
2. ↑   http://www.schwarzwaelder-bote.de/inhalt.schramberg-junghans-geschichte-fasziniert-besucher.53e2be9f-733e-45b0-b09c-a468d242776f.html
3. ↑  https://books.google.de/books?id=PzpRAAAAYAAJ&pg=PA35
4. ↑   http://albert-gieseler.de/dampf_de/firmen0/firmadet5019.shtml

| Personendaten    | Personendaten                |
| ---------------- | ---------------------------- |
| NAME             | Junghans, Erhard             |
| KURZBESCHREIBUNG | Strohhut- und Uhrenfabrikant |
| GEBURTSDATUM     | 1. Januar 1823               |
| GEBURTSORT       | Zell am Harmersbach          |
| STERBEDATUM      | 9. September 1870            |
| STERBEORT        | Schramberg                   |